# Campeonato Europeu de Futebol Feminino Sub-19 de 2023
O Campeonato Europeu de Futebol Feminino Sub-19 de 2023 foi a vigésima edição do torneio organizado pela União das Associações Europeias de Futebol (UEFA), sendo restrito a jogadoras com idade máxima de 19 anos. Foi realizado na Bélgica entre 18 e 30 de julho.
Assim como as edições anteriores, o torneio funcionou como as eliminatórias da UEFA para a Copa do Mundo de Futebol Feminino Sub-20. As cinco melhores equipes do torneio se classificaram para a Copa do Mundo de Futebol Feminino Sub-20 de 2024 na Colômbia como representantes da UEFA.
A Espanha defendia o título, tendo vencido o último torneio realizado em 2022. Na final, a Espanha conquistou seu oitavo título ao empatar com a Alemanha por 0 a 0, e vencer nos pênaltis por 3 a 2.

## Qualificação
Um total recorde de 52 (de 55) nações da UEFA entraram nas classificatórias, com a anfitriã Bélgica também competindo apesar de já está classificada automaticamente, enquanto outras sete equipes se classificarão para a fase final após fim da segunda fase para se juntar a anfitriã. O sorteio da primeira fase foi realizado em 31 de maio de 2022, na sede da UEFA em Nyon, na Suíça.

### Seleções qualificadas
As seguintes equipes se classificaram para o torneio final.
| País            | Método de qualificação | Participações                                                                                              |
| --------------- | ---------------------- | --- |
| Bélgica         | Anfitriã               | 4 (2006, 2011, 2014 e 2019)                                                                                |
| Alemanha        | Vencedor do grupo A1   | 17 (2002, 2003, 2004, 2005, 2006, 2007, 2008, 2009, 2010, 2011, 2013, 2015, 2016, 2017, 2018, 2019 e 2022) |
| República Checa | Vencedor do grupo A2   | 1 (2022)                                                                                                   |
| França          | Vencedor do grupo A3   | 16 (2002, 2003, 2004, 2005, 2006, 2007, 2008, 2009, 2010, 2013, 2015, 2016, 2017, 2018, 2019 e 2022)       |
| Espanha         | Vencedor do grupo A4   | 15 (2002, 2003, 2004, 2007, 2008, 2010, 2011, 2012, 2014, 2015, 2016, 2017, 2018, 2019 e 2022)             |
| Islândia        | Vencedor do grupo A5   | 2 (2007 e 2009)                                                                                            |
| Áustria         | Vencedor do grupo A6   | 1 (2016)                                                                                                   |
| Países Baixos   | Vencedor do grupo A7   | 9 (2003, 2006, 2010, 2011, 2014, 2016, 2017, 2018 e 2019)                                                  |

Em negrito estão as edições em que a seleção foi campeã em em itálico estão as edições em que a seleção foi anfitriã.

### Sorteio final
O sorteio final foi realizado em 26 de abril de 2023, 10:00 CET, na sede da Real Associação Belga de Futebol (RBFA) em Tubize, na Bélgica. As oito equipes foram sorteadas em dois grupos de quatro equipes. Não houve cabeça de chave, com exceção da anfitriã Bélgica no qual foi atribuída na posição A1 do sorteio.

## Fase de grupos
Os primeiros e segundos colocados dos grupos avançam para as semifinais.
Critérios de desempate
Na fase de grupos, as equipes são classificadas por pontos (3 pontos por vitória, 1 ponto por empate, 0 pontos por derrota) e, em caso de empate em pontos, são aplicados os seguintes critérios de desempate, na ordem dada, para determinar as classificações (artigos 20.01 e 20.02 do Regulamento):
1. Pontos em confrontos diretos entre equipes empatadas;
2. Diferença de gols em confrontos diretos entre equipes empatadas;
3. Gols marcados em confrontos diretos entre equipes empatadas;
4. Se mais de duas equipes estiverem empatadas, e após aplicar todos os critérios de confronto direto acima, um subconjunto de equipes ainda estiver empatado, todos os critérios de confronto direto acima serão reaplicados exclusivamente a esse subconjunto de equipes;
5. Saldo de gols em todos os jogos do grupo;
6. Gols marcados em todos os jogos do grupo;
7. Pênaltis se apenas duas equipes tiverem o mesmo número de pontos, e se enfrentarem na última rodada do grupo e estiverem empatadas após aplicar todos os critérios acima (não usado se mais de duas equipes tiverem o mesmo número de pontos, ou se suas classificações não são relevantes para a classificação para a próxima etapa);
8. Disciplinares (cartão vermelho = 3 pontos, cartão amarelo = 1 ponto, expulsão por dois cartões amarelos em uma partida = 3 pontos);
9. Posição mais alta no ranking da liga da segunda fase classificatória

Todos os horários são locais, CEST (UTC+2).
|  | Equipes classificadas                                                   |
|  | Play-off qualificatório para a Copa do Mundo de Futebol Feminino Sub-20 |
|  | Equipes eliminadas                                                      |

### Grupo A
- Alemanha e Países Baixos empataram no número de pontos. O posicionamento final foi decidido nos critérios de desempate, o confronto direto, que terminou em 3 a 1 para a equipe dos Países Baixos.

## Fase final
Na fase eliminatória, se a partida estiver empatada ao final dos 90 minutos, será disputada a prorrogação e, se ainda persistir o empate, a partida será decidida na disputa por pênaltis

### Esquema
|  | Semifinais           | Semifinais |       |  | Final                | Final |  |
|  |                      |            |       |  |                      |       |  |
|  | 27 de julho – Tubize |            |       |  |                      |       |  |
|  | Países Baixos        | 0          |       |  |                      |       |  |
|  | Espanha              | 1          |       |  |                      |       |  |
|  |                      |            |       |  |                      |       |  |
|  |                      |            |       |  | 30 de julho – Leuven |       |  |
|  |                      |            |       |  | Espanha (pen)        | 0 (3) |  |
|  |                      | Alemanha   | 0 (2) |  |                      |       |  |
|  |                      |            |       |  |                      |       |  |
|  |                      |            |       |  |                      |       |  |
|  |                      |            |       |  |                      |       |  |
|  | 27 de julho – Tubize |            |       |  |                      |       |  |
|  | França               | 2          |       |  |                      |       |  |
|  | Alemanha (pro)       | 3          |       |  |                      |       |  |

## Equipes classificadas para a Copa do Mundo de Futebol Feminino Sub-20
As cinco melhores da competição se classificaram e representarão a UEFA na Copa do Mundo de Futebol Feminino Sub-20 de 2024, na Colômbia.
| Seleção       | Data de qualificação  | Aparições anteriores na Copa do Mundo FIFA de Futebol Feminino Sub-20 |
| ------------- | --------------------- | --------------------------------------------------------------------- |
| Alemanha      | 24 de julho de 2023   | 10 (2002, 2004', 2006, 2008, 2010, 2012, 2014, 2016, 2018 e 2022)     |
| Espanha       | 24 de julho de 2023   | 4 (2004, 2016, 2018 e 2022)                                           |
| França        | 24 de julho de 2023   | 8 (2002, 2006, 2008, 2010, 2014, 2016, 2018 e 2022)                   |
| Países Baixos | 24 de julho de 2023   | 2 (2018 e 2022)                                                       |
| Áustria       | 4 de dezembro de 2023 | Estreante                                                             |

Em negrito estão as edições em que a seleção foi campeã. Em itálico estão as edições em que o país foi anfitrião.

### Play-off qualificatório para a Copa do Mundo de Futebol Feminino Sub-20
A vencedora se classificou para a Copa do Mundo de Futebol Feminino Sub-17 de 2024.
| 4 de dezembro de 2023 | Islândia | 0 – 6 | Áustria                                                             | Futbol Salou Sports Center, Salou, Espanha |
| 17:00                 |          |       | 11', 23', 45' Ojukwu · 45+5' (pen) Aistleitner · 70', 87' Ziletkina | Árbitro: Abigail Byrne                     |